# Eduardo Rogatti
Eduardo Rogatti (Buenos Aires, 4 de abril de 1954 – ibídem, 20 de octubre de 2003) fue un reconocido guitarrista y compositor de rock argentino de vasta trayectoria.

## Biografía
Rogatti nació en Buenos Aires, el 4 de abril de 1954. A la edad de tres años fue a vivir a Rafaela (Provincia de Santa Fe). A los nueve comienza a tocar la guitarra y en el año 1971 se va a vivir a Santa Fe para seguir la carrera de abogacía donde además toca en diferentes grupos y abandona los estudios.

## Carrera
Ya en Buenos Aires, a fines del año 1974 comienza a tocar profesionalmente con un cantante muy conocido en esa época llamado Ian Simons, haciendo giras por diversos lugares. Luego ingresa al grupo de rock progresivo Bubu, que era liderado por el cantante Miguel Zavaleta y graba el único disco de la banda Anabelas (1978).
Después de la experiencia en Bubu, Rogatti entra en la banda de Emilio del Guercio, llamada La Eléctrica Rioplatense con la que graba el disco Pintada. Entre los años 1980 y 1981 integra la banda que acompañaba a Sandro, con quien hace giras nacionales e internacionales, como también había hecho acompañando a Aldo Monges años antes.
En el año 1981, integra la formación de la banda de Suéter con Miguel Zavaleta en voz. En Suéter, su existencia es breve y es reemplazado por Jorge Minissale, para después tocar con Marcelo San Juan.
En el año 1984 ingresa a la banda de Juan Carlos Baglietto, grabando numerosos discos, y también comparte composiciones. Entre las numerosas giras, realiza una llamada Porque cantamos, que era integrada por Baglietto, Celeste Carballo, Nito Mestre y Oveja Negra.

## Trayectoria junto a León Gieco
En esa gira conoce a Aníbal Forcada, integrante de Oveja Negra y por su intermedio, entra a la banda de León Gieco, en el año 1991, con quien realiza giras por todo el mundo, comparte autorías y participa de grabaciones.
Como proyecto solista forma el grupo Rock Royce, en la década de 1980, tocando temas propios y en el año 2000, junto a Aníbal Forcada, Claudio Moglia y Marcelo García, forman el Club de Guitarras Callejeras, realizando covers de destacados músicos nacionales e internacionales, y también temas compuestos por ellos mismos. Invita a Conejo Jolivet en solos de guitarra y slide a la grabación en vivo de este álbum. También trabajo con diversos artista como Tania Libertad, con quien viajó a México y Holanda.

## Artistas vinculados
También se destacó como músico de sesión, grabando jingles y acompañando a destacados músicos nacionales e internacionales como:
- Roque Narvaja
- Miguel Zavaleta
- Oveja Negra
- Donald Mc Cluskey
- Manuel Wirtz
- Carlos Javier Beltrán
- Daniel Altamirano
- Nito Mestre
- Alberto Arbizu
- Gabriel Ogando
- Javier Calamaro
- Pipo Pescador
- Tormenta
- Peteco Carabajal
- Celeste Carballo
- Pablo Ruiz
- Julia Zenko
- Flavia Palmiero
- Eddie Sierra
- Topo Gigio
- Charly García
- David Lebon
- Gustavo Cerati
- Claudia Puyó
- Mercedes Sosa
- Víctor Heredia
- Patricia Sosa
- Edelmiro Molinari
- Héctor Starc
- Emilio del Guercio
- Soledad Pastorutti
- Víctor Manuel
- Ana Belén
- Rubén Rada
- Joaquín Sabina
- Joan Manuel Serrat
- Tania Libertad
- Conejo Jolivet

## Otros proyectos
En teatro, trabajó con Jorge Porcel, Alberto Olmedo, Susana Giménez, Moria Casán, José Marrone, Juan Carlos Calabró, etc. También participó en la música de las siguientes películas: Tango Feroz, El dedo en la llaga, Fuga de cerebros, Territorio comanche y Un dulce olor a muerte.

## Fallecimiento
Eduardo Rogatti murió de cáncer el 20 de octubre de 2003; tenía 49 años. Entre sus composiciones junto a Gieco están las músicas de Del mismo barro (que figura en Mensajes del alma) y El imbécil y De amor y soledad (de figura en el disco Orozco) son suyas.